# NBA 1977/78
Die NBA-Saison 1977/78 war die 32. Saison der National Basketball Association (NBA). Sie begann am Dienstag, den 18. Oktober 1977, und endete regulär nach 902 Spielen am Sonntag, den 9. April 1978. Die Postseason begann am Dienstag, den 11. April, und endete am Sonntag, den 5. Juni, mit 4—3 Finalsiegen der Washington Bullets über die Seattle Supersonics.

## Saisonnotizen
- Zwei Schlägereien warfen ein schlechtes Licht auf die Liga: Kareem Abdul-Jabbar brach Kent Benson von den Milwaukee Bucks bei einer Tätlichkeit die Hand und wurde zwanzig Spiele gesperrt. Sein Teamkamerad Kermit Washington geriet in einen Kampf mit Kevin Kunnert von den Houston Rockets und brach Rudy Tomjanovich, der schlichten wollte, den Kiefer und das Nasenbein. Tomjanovich erlitt außerdem einen Schädelbruch. Washington wurde zwei Monate ohne Bezahlung gesperrt.[1]
- Erster Draft-Pick in der NBA-Draft 1977 wurde Hoosier Kent Benson von der Indiana University Bloomington für die Milwaukee Bucks. NBA Rookie of the Year Walter Davis von den Tar Heels der University of North Carolina at Chapel Hill wurde an fünfter Stelle von den Phoenix Suns ausgewählt.[2]
- Das 28. All-Star-Game fand am Sonntag, den 5. Februar 1978, vor 15.491 Zuschauern in The Omni von Atlanta, Georgia statt. Billy Cunninghams Eastern All-Stars besiegten Jack Ramsays Western All-Stars mit 133—125. All-Star Game MVP wurde Randy Smith von den Buffalo Braves.[3]
- Die Milwaukee Bucks lagen am 25. November 1977 gegen Atlanta am Ende des dritten Viertels 76—104 zurück, um noch mit 117—115 zu gewinnen. Der Rückstand von 28 Punkten ist der höchste, der jemals aufgeholt wurde (Stand: 2020).
- John Drew von den Atlanta Hawks hatte am 1. März gegen die New Jersey Nets einen schwarzen Tag und insgesamt 14 Ballverluste. Dafür hatte sein Team die höchste Rate an erzwungenen Ballverlusten beim Gegner mit 24,1 Turnovers pro Spiel.

## Abschlusstabellen
Pl. = Rang,  = Für die Playoffs qualifiziert, Sp = Anzahl der Spiele, S—N = Siege—Niederlagen, % = Siegquote (Siege geteilt durch Anzahl der bestrittenen Spiele), GB = Rückstand auf den Führenden der Division in der Summe von Sieg- und Niederlagendifferenz geteilt durch zwei, Heim = Heimbilanz, Ausw. = Auswärtsbilanz, Div. = Bilanz gegen die Divisionsgegner

### Eastern Conference

#### Atlantic Division
| Pl. | Mannschaft         | Sp | S—N   | %    | GB | Heim  | Ausw. | Div.  |
| --- | ------------------ | -- | ----- | ---- | -- | ----- | ----- | ----- |
| 1.  | Philadelphia 76ers | 82 | 55—27 | .671 | —  | 37—40 | 18—23 | 14—20 |
| 2.  | New York Knicks    | 82 | 43—39 | .524 | 12 | 29—12 | 14—27 | 07—90 |
| 3.  | Boston Celtics     | 82 | 32—50 | .390 | 23 | 24—17 | 08—33 | 08—80 |
| 4.  | Buffalo Braves     | 82 | 27—55 | .329 | 28 | 20—21 | 07—34 | 07—90 |
| 5.  | New Jersey Nets    | 82 | 24—58 | .293 | 31 | 18—23 | 06—35 | 04—12 |

#### Central Division
| Pl. | Mannschaft          | Sp | S—N   | %    | GB | Heim  | Ausw. | Div.  |
| --- | ------------------- | -- | ----- | ---- | -- | ----- | ----- | ----- |
| 1.  | San Antonio Spurs   | 82 | 52—30 | .634 | —  | 32—90 | 20—21 | 15—50 |
| 2.  | Washington Bullets  | 82 | 44—38 | .537 | 8  | 29—12 | 15—26 | 14—60 |
| 3.  | Cleveland Cavaliers | 82 | 43—39 | .524 | 9  | 27—14 | 16—25 | 09—11 |
| 4.  | Atlanta Hawks       | 82 | 41—41 | .500 | 11 | 29—12 | 12—29 | 08—12 |
| 5.  | New Orleans Jazz    | 82 | 39—43 | .476 | 13 | 27—14 | 12—29 | 08—12 |
| 6.  | Houston Rockets     | 82 | 28—54 | .341 | 24 | 21—20 | 07—34 | 06—14 |

### Western Conference

#### Midwest Division
| Pl. | Mannschaft          | Sp | S—N   | %    | GB | Heim  | Ausw. | Div.  |
| --- | ------------------- | -- | ----- | ---- | -- | ----- | ----- | ----- |
| 1.  | Denver Nuggets      | 82 | 48—34 | .585 | —  | 33—80 | 15—26 | 11—90 |
| 2.  | Milwaukee Bucks     | 82 | 44—38 | .537 | 4  | 28—13 | 16—25 | 14—60 |
| 3.  | Chicago Bulls       | 82 | 40—42 | .488 | 8  | 29—12 | 11—30 | 08—12 |
| 4.  | Detroit Pistons     | 82 | 38—44 | .463 | 10 | 24—17 | 14—27 | 08—12 |
| 5.  | Indiana Pacers      | 82 | 31—51 | .378 | 17 | 21—20 | 10—31 | 08—12 |
| 6.  | 0Kansas City Kings0 | 82 | 31—51 | .378 | 17 | 22—19 | 09—32 | 11—90 |

#### Pacific Division
| Pl. | Mannschaft            | Sp | S—N   | %    | GB | Heim  | Ausw. | Div.  |
| --- | --------------------- | -- | ----- | ---- | -- | ----- | ----- | ----- |
| 1.  | Portland Trailblazers | 82 | 58—24 | .707 | —  | 36—50 | 22—19 | 13—30 |
| 2.  | Phoenix Suns          | 82 | 49—33 | .598 | 9  | 34—70 | 15—26 | 08—80 |
| 3.  | Seattle Supersonics   | 82 | 47—35 | .573 | 11 | 31—10 | 16—25 | 08—80 |
| 4.  | Los Angeles Lakers    | 82 | 45—37 | .549 | 13 | 29—12 | 16—25 | 06—10 |
| 5.  | Golden State Warriors | 82 | 43—39 | .524 | 15 | 30—11 | 13—28 | 05—11 |

## Ehrungen
- Most Valuable Player 1977/78: Bill Walton, Portland Trailblazers
- Rookie of the Year 1977/78: Walter Davis, Phoenix Suns
- Coach of the Year 1977/78: Hubie Brown, Atlanta Hawks
- Executive of the Year 1977/78: Angelo Drossos, San Antonio Spurs
- J. Walter Kennedy Citizenship Award 1977/78: Bob Lanier, Detroit Pistons
- All-Star Game MVP 1978: Randy Smith, Buffalo Braves
- NBA-Finals MVP 1978: Wes Unseld, Washington Bullets

| - All-NBA First Team: - Truck Robinson, New Orleans Jazz - Julius Erving, Philadelphia 76ers - Bill Walton, Portland Trailblazers - George Gervin, San Antonio Spurs - David Thompson, Denver Nuggets | - All-NBA Second Team: - Walter Davis, Phoenix Suns - Maurice Lucas, Portland Trailblazers - Kareem Abdul-Jabbar, Los Angeles Lakers - Paul Westphal, Phoenix Suns - Pete Maravich, New Orleans Jazz |

- All-Rookie Team:
  - Walter Davis, Phoenix Suns
  - Marques Johnson, Milwaukee Bucks
  - Bernard King, New Jersey Nets
  - Jack Sikma, Seattle Supersonics
  - Norm Nixon, Los Angeles Lakers

| - All-Defensive First Team: - Bobby Jones, Denver Nuggets - Maurice Lucas, Portland Trailblazers - Bill Walton, Portland Trailblazers - Lionel Hollins, Portland Trailblazers - Don Buse, Indiana Pacers | - All-Defensive Second Team: - E. C. Coleman, Golden State Warriors - Bob Gross, Portland Trailblazers - Kareem Abdul-Jabbar, Los Angeles Lakers * (tie) - Artis Gilmore, Chicago Bulls * (tie) - Norm Van Lier, Chicago Bulls - Quinn Buckner, Milwaukee Bucks |

## Führende Spieler in Einzelwertungen
| Kategorie        | Spieler           | Mannschaft                        | Wert      |
| ---------------- | ----------------- | --------------------------------- | --------- |
| Punkte/Spiel ∆   | George Gervin     | San Antonio Spurs                 | 27,26 PpS |
| Wurfquote †      | Bobby Jones       | Denver Nuggets                    | 57,8 %    |
| Freiwurfquote ‡  | Rick Barry        | Golden State Warriors             | 92,4 %    |
| Assists/Spiel ▲  | Kevin Porter      | Detroit Pistons / New Jersey Nets | 10,2 ApS  |
| Steals/Spiel ►   | Ron Lee           | Phoenix Suns                      | 2,74 SpS  |
| Blocks/Spiel ◀︎   | George T. Johnson | New Jersey Nets                   | 3,38 BpS  |
| Rebounds/Spiel ▼ | Truck Robinson    | New Orleans Jazz                  | 15,7 RpS  |

∆ 70 Spiele oder 1400 Punkte erforderlich.

† 300 Körbe erforderlich. Jones nahm 761 Schüsse und traf 440 mal.

‡ 125 verwandelte Freiwürfe erforderlich. Barry traf 378 von 409.

▲ 70 Spiele oder 400 Assists erforderlich.

▼ 70 Spiele oder 800 Rebounds erforderlich.

► 70 Spiele oder 125 Steals erforderlich.

◀︎ 70 Spiele oder 100 Blocks erforderlich.

- Mit 350 beging Lonnie Shelton von den New York Knicks die meisten Fouls. George T. Johnson von den New Jersey Nets war mit 20 mal am häufigsten fouled out. Die höchste Foul- und Disqualifikationsquote seit 1954/55 eines Teams hatten die Atlanta Hawks mit 30,1 FpS und 0,98 DpS, insgesamt 80 nämlich.
- Seit der Saison 1969/70 werden den Statistiken in den Kategorien „Punkte“, „Assists“ und „Rebounds“ nicht länger die insgesamt erzielten Leistungen zu Grunde gelegt, sondern die Quote pro Spiel.[4]
- Truck Robinson vom New Orleans Jazz stand in 82 Einsätzen 3638 Minuten auf dem Parkett. Das ist eine Quote von 41,7 Minuten pro Spiel, beides Saisonbestwerte.
- Den besten Punkteschnitt der Saison hatte George Gervin mit 27,21 Punkten pro Spiel. Bei 2232 Punkten in 82 Einsätzen hatte er auch die insgesamt meisten Punkte. David Thompson von den Denver Nuggets war ihm aber auf den Fersen und hatte in 80 Spielen 2172 Punkte, was eine Quote von 27,15 Punkten pro Spiel ergibt. Um den Saisontitel des besten Scorers seinem Rivalen zu entreißen, musste Gervin am 9. April 63 Punkte machen, nur 26 mal wurden jemals mehr Punkte erzielt. Zum Beispiel von David Thompson am selben Tag gegen Detroit: Mit 73 Punkten legte er das viertbeste Ergebnis aller Zeiten auf. Er warf allein 13 Körbe in einem Spielviertel, was seither nur Klay Thompson in der Saison 2014/15 gelang.
- Rick Barry verwandelte mit der besten Freiwurfquote die insgesamt vierzehntmeisten Freiwürfe. Mit 541 bei einer Quote von 79,6 % warf Adrian Dantley für die Indiana Pacers und die Los Angeles Lakers die meisten Freiwürfe. In der Gesamtzahl der verwandelten Freiwürfe führte er die Liga in fünf Jahren an.
- Kevin Porter gewährte bei der besten Quote von 10,2 Assists pro Spiel mit 837 Assists die insgesamt meisten der Liga in 82 Spielen.
- Ron Lee hatte neben der besten Stealrate von 2,74 SpS auch insgesamt die meisten Steals mit 225. Sicherlich ein Grund, warum die Suns in dieser Saison die bislang beste Stealquote von 12,9 erreichten.
- George Johnson blockte insgesamt 274 Korbwürfe in 81 Spielen und hatte damit 3,38 Blocks pro Spiel.
- Truck Robinson hatte mit 1288 Rebounds die insgesamt meisten in 82 Spielen bei einer Quote von 15,7 RpS. Er stellte auch den Saisonrekord für die meisten Defensivrebounds mit 990 auf. Moses Malone hatte eine Reboundquote von 15,0 RpS in 59 Spielen. Trotzdem errang er 380 Offensivrebounds für die Houston Rockets und damit die meisten der Liga. Malone hatte die meisten Karriere-Offensivrebounds (6731), führte die Liga achtmal an, davon siebenmal in Folge, hat den höchsten Offensivreboundschnitt bei mindestens 400 (5,1 ORpS), hatte den höchsten Saisonabschluss und die meisten Offensivrebounds eines Spiels (21 am 11. Februar 1982 gegen die Seattle Supersonics; Stand: 2020).

## Playoffs-Baum
|  | Eröffnungsrunde | Eröffnungsrunde       | Eröffnungsrunde     |                     |                     | Conference-Halbfinals | Conference-Halbfinals | Conference-Halbfinals |  |  | Conference-Finals | Conference-Finals | Conference-Finals |  |  | NBA-Finals | NBA-Finals | NBA-Finals |
|  |                 |                       |                     |                     |                     |                       |                       |                       |  |  |                   |                   |                   |  |  |            |            |            |
|  |                 |                       |                     |                     |                     |                       |                       |                       |  |  |                   |                   |                   |  |  |            |            |            |
|  |                 |                       |                     |                     |                     |                       |                       |                       |  |  |                   |                   |                   |  |  |            |            |            |
|  | W1              | Portland Trailblazers | 2                   |                     |                     |                       |                       |                       |  |  |                   |                   |                   |  |  |            |            |            |
|  | W1              | Portland Trailblazers | 2                   |                     |                     |                       |                       |                       |  |  |                   |                   |                   |  |  |            |            |            |
|  |                 |                       | W4                  | Seattle Supersonics | 4                   |                       |                       |                       |  |  |                   |                   |                   |  |  |            |            |            |
|  | W4              | Seattle Supersonics   | W4                  | Seattle Supersonics | 4                   | 2                     |                       |                       |  |  |                   |                   |                   |  |  |            |            |            |
|  | W4              | Seattle Supersonics   |                     |                     |                     | 2                     |                       |                       |  |  |                   |                   |                   |  |  |            |            |            |
|  | W5              | Los Angeles Lakers    | 1                   |                     |                     |                       |                       |                       |  |  |                   |                   |                   |  |  |            |            |            |
|  | W5              | Los Angeles Lakers    | 1                   | W4                  | Seattle Supersonics | 4                     |                       |                       |  |  |                   |                   |                   |  |  |            |            |            |
|  |                 |                       |                     | W4                  | Seattle Supersonics | 4                     | Western Conference    |                       |  |  |                   |                   |                   |  |  |            |            |            |
|  |                 | W2                    | Denver Nuggets      | 2                   |                     |                       |                       |                       |  |  |                   |                   |                   |  |  |            |            |            |
|  | W3              | W2                    | Denver Nuggets      | 2                   | Phoenix Suns        | 0                     |                       |                       |  |  |                   |                   |                   |  |  |            |            |            |
|  | W3              |                       |                     |                     | Phoenix Suns        | 0                     |                       |                       |  |  |                   |                   |                   |  |  |            |            |            |
|  | W6              | Milwaukee Bucks       | 2                   |                     |                     |                       |                       |                       |  |  |                   |                   |                   |  |  |            |            |            |
|  | W6              | Milwaukee Bucks       | 2                   | W2                  | Denver Nuggets      | 4                     |                       |                       |  |  |                   |                   |                   |  |  |            |            |            |
|  |                 |                       |                     | W2                  | Denver Nuggets      | 4                     |                       |                       |  |  |                   |                   |                   |  |  |            |            |            |
|  |                 |                       | W6                  | Milwaukee Bucks     | 3                   |                       |                       |                       |  |  |                   |                   |                   |  |  |            |            |            |
|  |                 |                       |                     | Milwaukee Bucks     | 3                   |                       |                       |                       |  |  |                   |                   |                   |  |  |            |            |            |
|  |                 |                       |                     |                     |                     |                       |                       |                       |  |  |                   |                   |                   |  |  |            |            |            |
|  |                 |                       |                     |                     |                     |                       |                       |                       |  |  |                   |                   |                   |  |  |            |            |            |
|  | W4              | Seattle Supersonics   | 3                   |                     |                     |                       |                       |                       |  |  |                   |                   |                   |  |  |            |            |            |
|  | W4              | Seattle Supersonics   | 3                   |                     |                     |                       |                       |                       |  |  |                   |                   |                   |  |  |            |            |            |
|  |                 | E3                    | Washington Bullets  | 4                   |                     |                       |                       |                       |  |  |                   |                   |                   |  |  |            |            |            |
|  |                 |                       |                     | 4                   |                     |                       |                       |                       |  |  |                   |                   |                   |  |  |            |            |            |
|  |                 |                       |                     |                     |                     |                       |                       |                       |  |  |                   |                   |                   |  |  |            |            |            |
|  |                 |                       |                     |                     |                     |                       |                       |                       |  |  |                   |                   |                   |  |  |            |            |            |
|  | E3              | Washington Bullets    | 4                   |                     |                     |                       |                       |                       |  |  |                   |                   |                   |  |  |            |            |            |
|  | E3              | Washington Bullets    | 4                   |                     |                     |                       |                       |                       |  |  |                   |                   |                   |  |  |            |            |            |
|  |                 |                       | E2                  | San Antonio Spurs   | 2                   |                       |                       |                       |  |  |                   |                   |                   |  |  |            |            |            |
|  | E6              | Atlanta Hawks         | E2                  | San Antonio Spurs   | 2                   | 0                     |                       |                       |  |  |                   |                   |                   |  |  |            |            |            |
|  | E6              | Atlanta Hawks         |                     |                     |                     | 0                     |                       |                       |  |  |                   |                   |                   |  |  |            |            |            |
|  | E3              | Washington Bullets    | 2                   |                     |                     |                       |                       |                       |  |  |                   |                   |                   |  |  |            |            |            |
|  | E3              | Washington Bullets    | 2                   | E3                  | Washington Bullets  | 4                     |                       |                       |  |  |                   |                   |                   |  |  |            |            |            |
|  |                 |                       |                     | E3                  | Washington Bullets  | 4                     | Eastern Conference    |                       |  |  |                   |                   |                   |  |  |            |            |            |
|  |                 | E1                    | Philadelphia Sixers | 2                   |                     |                       |                       |                       |  |  |                   |                   |                   |  |  |            |            |            |
|  | E5              | E1                    | Philadelphia Sixers | 2                   | New York Knicks     | 2                     |                       |                       |  |  |                   |                   |                   |  |  |            |            |            |
|  | E5              |                       |                     |                     |                     |                       |                       |                       |  |  |                   |                   |                   |  |  |            |            |            |
|  | E4              | Cleveland Cavs        | 0                   |                     |                     |                       |                       |                       |  |  |                   |                   |                   |  |  |            |            |            |
|  | E4              | Cleveland Cavs        | 0                   | E5                  | New York Knicks     | 0                     |                       |                       |  |  |                   |                   |                   |  |  |            |            |            |
|  |                 |                       |                     | E5                  | New York Knicks     | 0                     |                       |                       |  |  |                   |                   |                   |  |  |            |            |            |
|  |                 |                       | E1                  | Philadelphia Sixers | 4                   |                       |                       |                       |  |  |                   |                   |                   |  |  |            |            |            |
|  |                 |                       |                     | Philadelphia Sixers | 4                   |                       |                       |                       |  |  |                   |                   |                   |  |  |            |            |            |
|  |                 |                       |                     |                     |                     |                       |                       |                       |  |  |                   |                   |                   |  |  |            |            |            |
|  |                 |                       |                     |                     |                     |                       |                       |                       |  |  |                   |                   |                   |  |  |            |            |            |

## Playoffs-Ergebnisse
Die Playoffs begannen am 11. April und wurden in der Eröffnungsrunde, in der die Conference-Dritten gegen die Conference-Sechsten und die Conference-Vierten gegen die Conference-Fünften um den Einzug in die Conference-Halbfinals spielten, nach dem Modus Modus „Best of Three“ ausgetragen. Die Divisionssieger hatten ein Freilos in der ersten Runde, dem Conference-Ersten wurde der Sieger aus dem Spiel Conference-Vierter gegen Conference-Fünfter zugeteilt. In den Conference-Halbfinals, den Conference-Finals und den NBA-Finals galt der „Best of Seven“-Ausscheidungs-Modus.
Tom Henderson von den Washington Bullets gewährte 106 Assists in der Postseason, Teamkamerad Elvin Hayes erzielte 457 Punkte. Marvin Webster von den Seattle Supersonics errang 289 Rebounds.
In der ersten Runde warfen die New York Knicks bei der mit 55,5 % besten Wurfquote mit 101 die meisten Körbe einer Zwei-Spiele-Playoff-Serie. Bob McAdoo steuerte allein 28 bei. Das Team hatte außerdem die wenigsten Balleroberungen (10) und die meisten Assists (62).
Wes Unseld errang die meisten Defensivrebounds einer Zweier-Serie mit 23, er hatte in derselben Serie aber auch die zweitmeisten Ballverluste mit 12.
Die Nets unterboten 1982 die 31 verwandelten Freiwürfe der Phoenix Suns in der Zweier-Serie gegen Milwaukee. Nicht aber die wenigsten Freiwurfversuche von 38. Das lag auch an den wenigsten persönlichen Fouls der Milwaukee Bucks von 40. Auch die wenigsten Offensivrebounds verbuchten sie mit 19.
In den Conference-Halbfinals fertigten die Sixers New York in vier Spielen ab und erzielten 498 Punkte, die höchste Zahl einer Vierer-Serie. Erst 2019 wurden die 161 Defensivrebounds geschlagen. Die Bucks gewährten sich in sieben Playoffspielen die meisten Assists (233), allein 46 am 23. April, eine Zahl, die nur von San Antonio 1983 übertroffen wurde. Im selben Spiel erzielten die Bucks die meisten Punkte einer 2. Playoff-Halbzeit mit 87. Am selben Tag errangen die Seattle Supersonics die meisten Offensivrebounds der NBA-Geschichte gegen den Vorjahresmeister mit 30 (Stand: 2020).

### Eastern Conference-Eröffnungsrunde
New York Knicks 2, Cleveland Cavaliers 0

Mittwoch, 12. April: Cleveland 114 – 132 New York

Freitag, 14. April: New York 109 – 107 Cleveland
Washington Bullets 2, Atlanta Hawks 0

Mittwoch, 12. April: Washington 103 – 94 Atlanta

Freitag, 14. April: Atlanta 103 – 107 Washington (n. V.)

### Western Conference-Eröffnungsrunde
Milwaukee Bucks 2, Phoenix Suns 0

Dienstag, 11. April: Phoenix 103 – 111 Milwaukee

Freitag, 14. April: Milwaukee 94 – 90 Phoenix
Seattle Supersonics 2, Los Angeles Lakers 1

Mittwoch, 12. April: Seattle 102 – 90 Los Angeles

Freitag, 14. April: Los Angeles 105 – 99 Seattle

Sonntag, 16. April: Seattle 111 – 102 Los Angeles

### Eastern Conference-Halbfinals
Philadelphia 76ers 4, New York Knicks 0

Sonntag, 16. April: Philadelphia 130 – 90 New York

Dienstag, 18. April: Philadelphia 119 – 100 New York

Donnerstag, 20. April: New York 126 – 137 Philadelphia

Sonntag, 23. April: New York 107 – 112 Philadelphia
Washington Bullets 4, San Antonio Spurs 2

Sonntag, 16. April: San Antonio 114 – 103 Washington

Dienstag, 18. April: San Antonio 117 – 121 Washington

Freitag, 21. April: Washington 118 – 105 San Antonio

Sonntag, 23. April: Washington 98 – 95 San Antonio

Dienstag, 25. April: San Antonio 116 – 105 Washington

Freitag, 28. April: Washington 103 – 100 San Antonio

### Western Conference-Halbfinals
Seattle Supersonics 4, Portland Trailblazers 2

Dienstag, 18. April: Portland 95 – 104 Seattle

Freitag, 21. April: Portland 96 – 93 Seattle

Sonntag, 23. April: Seattle 99 – 84 Portland

Mittwoch, 26. April: Seattle 100 – 98 Portland

Sonntag, 30. April: Portland 113 – 89 Seattle

Montag, 1. Mai: Seattle 105 – 94 Portland
Denver Nuggets 4, Milwaukee Bucks 3

Dienstag, 18. April: Denver 119 – 103 Milwaukee

Freitag, 21. April: Denver 127 – 111 Milwaukee

Sonntag, 23. April: Milwaukee 143 – 112 Denver

Dienstag, 25. April: Milwaukee 104 – 118 Denver

Freitag, 28. April: Denver 112 – 117 Milwaukee

Sonntag, 30. April: Milwaukee 119 – 91 Denver

Mittwoch, 3. Mai: Denver 116 – 110 Milwaukee

### Eastern Conference-Finals
Washington Bullets 4, Philadelphia 76ers 2

Donnerstag, 30. April: Philadelphia 117 – 122 Washington

Mittwoch, 3. Mai: Philadelphia 110 – 104 Washington

Freitag, 5. Mai: Washington 123 – 108 Philadelphia

Sonntag, 7. Mai: Washington 121 – 105 Philadelphia

Mittwoch, 10. Mai: Philadelphia 107 – 94 Washington

Freitag, 12. Mai: Washington 101 – 99 Philadelphia

### Western Conference-Finals
Seattle Supersonics 4, Denver Nuggets 2

Freitag, 5. Mai: Denver 116 – 107 Seattle

Sonntag, 7. Mai: Denver 111 – 121 Seattle

Dienstag, 10. Mai: Seattle 105 – 91 Denver

Freitag, 12. Mai: Seattle 100 – 94 Denver

Sonntag, 14. Mai: Denver 123 – 114 Seattle

Mittwoch, 17. Mai: Seattle 123 – 108 Denver

## NBA-Finals

### Washington Bullets vs. Seattle Supersonics
Am 21. Mai blockten die Bullets nicht einen einzigen Schuss. Seit der Zählung von Blocks geschah dies insgesamt 14 mal. Dennis Johnson von den Sonics verwandelte am 7. Juni nicht einen einzigen seiner 14 Korbwürfe, das war zuvor lediglich Chick Reiser in den Playoffs 1948 passiert.
Und am 30. Mai sahen 39.457 Zuschauer den Sieg der Bullets im Kingdome zu Seattle. Das ist die fünfthöchste Zuschauerzahl bei einem Finalspiel (Stand: 2020).
Die Finalergebnisse:

Sonntag, 21. Mai: Seattle 106 – 102 Washington

Sonntag, 25. Mai: Washington 106 – 98 Seattle

Donnerstag, 28. Mai: Washington 92 – 93 Seattle

Sonntag, 30. Mai: Seattle 116 – 120 Washington (n. V.)

Freitag, 2. Juni: Seattle 98 – 94 Washington

Mittwoch, 4. Juni: Washington 117 – 82 Seattle

Sonntag, 7. Juni: Seattle 99 – 105 Washington
Die Washington Bullets werden mit 4—3 Siegen zum ersten Mal NBA-Meister.

## Die Meistermannschaft der Washington Bullets
| Greg Ballard, Phil Chenier, Bob Dandridge, Kevin Grevey, Elvin Hayes, Tom Henderson, Charles Johnson, Mitch Kupchak, Joe Pace, Wes Unseld, Phil Walker, Larry Wright Head Coach Dick Motta |